# Baumgarten (Ohlau)
Baumgarten ist ein ehemaliges Dorf im Kreis Ohlau in der Provinz Schlesien. Der Ort ist heute ein Stadtteil der von Oława (Ohlau). Nach dem Übergang an Polen infolge des Zweiten Weltkriegs erhielt es nach 1945 keinen polnischen Ortsnamen.

## Geographie
Das vormalige Angerdorf Baumgarten liegt im Westen der Stadt Ohlau am linken Ufer der Oława. Der ehemalige Ortskern bildet heute die ul. Lipowa. Der Dorfgrundriss ist heute nur noch geringfügig wahrnehmbar. Durch den Ort führt die Landesstraße Droga krajowa 94.

## Geschichte
„Parusowice“ wurde 1288 erstmals erwähnt.
Nach dem Ersten Schlesischen Krieg 1742 fiel Baumgarten zusammen mit dem größten Teil Schlesiens an Preußen.
Nach der Neugliederung Preußens gehörte die Landgemeinde Baumgarten ab 1815 zur Provinz Schlesien und war ab 1816 dem Landkreis Ohlau eingegliedert. 1819 zählte Baumgarten zwei Kretschame, elf Bauergüter, 52 Freigärtner-, sechs Freihäuslerstellen, eine Schmiede-Wohnung, 51 sonstige Feuerstellen, insgesamt 123 Haushalte und 702 Einwohner. 1874 wurde der Amtsbezirk Baumgarten gebildet, dem die Landgemeinden Baumgarten und Stannowitz sowie der Gutsbezirk Baumgarten eingegliedert wurden. 1885 wurden 1644 Einwohner gezählt.
Am 31. März 1913 wurde die Landgemeinde Baumgarten in die Stadt Ohlau eingemeindet. Bis 1945 befand sich der Ort als Stadtteil von Ohlau im Landkreis Ohlau.
Als Folge des Zweiten Weltkriegs fiel Baumgarten mit dem größten teil Schlesiens 1945 an Polen und der Woiwodschaft Breslau angegliedert. Die deutsche Bevölkerung wurde, soweit sie nicht vorher geflohen war, weitgehend vertrieben. Die neu angesiedelten Bewohner waren teilweise Zwangsumgesiedelte aus Ostpolen, das an die Sowjetunion gefallen war.
In den 1960er und 1970er Jahren wurden rund um das ehemalige Dorf Baumgarten Großwohnsiedlungen im sozialistischen Stil errichtet.